# کریستیان مولر (دوچرخه‌سوار)
کریستیان مولر (انگلیسی: Christian Müller؛ زادهٔ ۱ مارس ۱۹۸۲) دوچرخه‌سوار اهل آلمان است.